# Stenus pudicus
Stenus pudicus är en skalbaggsart som beskrevs av Thomas Casey. Stenus pudicus ingår i släktet Stenus och familjen kortvingar. Inga underarter finns listade i Catalogue of Life.